# Довгалівська вулиця (Нікополь)
Довгалівська вулиця — вулиця у місті Нікополь, її протяжність 4,8 км. Пролягає від Запорізької вулиці до тупика, де пролягає вулиця Нестора Махна.

## Перехрестя
- вулиця Василя Стуса
- провулок Лікарняний
- вулиця Прикордонників
- вулиця Патріотів України
- вулиця Цегельна
- вулиця Хлястикова
- провулок Фронтовий
- вулиця Романа Шухевича
- вулиця Короля Данила
- вулиця Свято-Троїцька
- вулиця Володимира Ємця
- вулиця Козацька
- вулиця Вільних матросів
- вулиця Дмитра Коцюбайла
- вулиця Нагірна
- вулиця Миколи Топчія
- вулиця Гетьмана Данила Апостола
- вулиця Базавлуцька
- вулиця Тіниста
- вулиця Ярослава Мудрого
- Межова вулиця
- вулиця Урожайна
- вулиця Софіївська
- вулиця Мистецька
- вулиця Івана Підкови
- вулиця Мартина Небаби
- вулиця Гетьмана Богдана Микошинського
- вулиця Марка Кропивницького
- вулиця Свято-Миколаївська
- вулиця Короленка

## Історія
29 лютого 1856 року український та радянський політичний діяч Микола Стерещук побудував шлях вулиці Ящука від Захисної Дамби до вулиці Жукова (з 2010 Анатолія Сєрова). Сучасна нава з березня 2018 року.